# Euryopa ruficeps
Euryopa ruficeps är en skalbaggsart som beskrevs av Wittmer 1976. Euryopa ruficeps ingår i släktet Euryopa och familjen Phengodidae. Inga underarter finns listade i Catalogue of Life.